# Versunkenes Schloss im Dubringer Moor

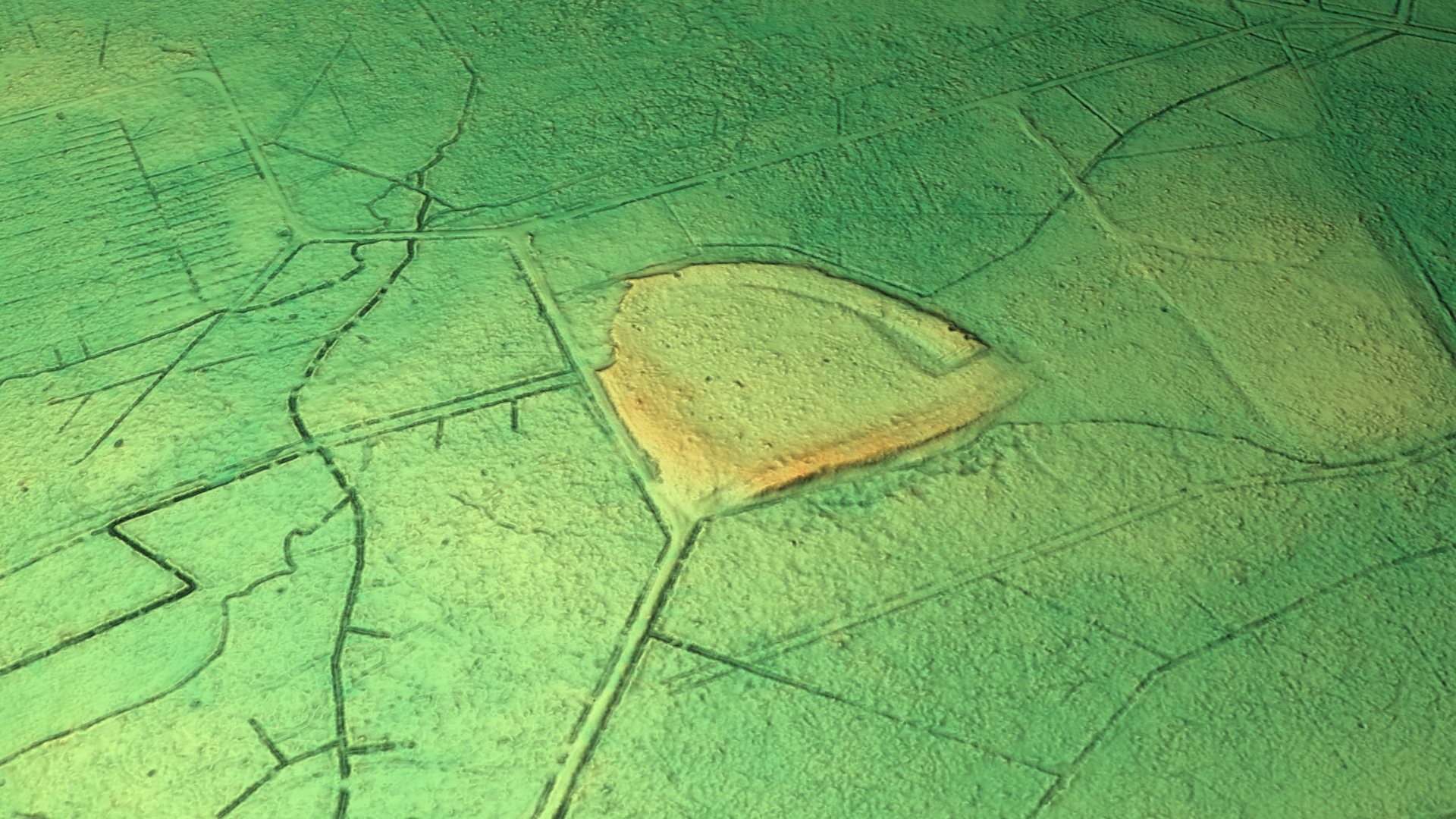
3D-Ansicht des digitalen Geländemodells

Das Versunkene Schloss im Dubringer Moor ist eine Viereckschanze (ein rechteckiges Areal) aus der Zeit der Billendorfer Kultur.

## Lage
Die Anlage befindet sich einen Kilometer nordöstlich des Dorfes Dubring, Landkreis Bautzen, am Grünwaldgraben im Naturschutzgebiet Dubringer Moor. Von Dubring führt ein Abzweig des Froschradweges (Archäologischer Radwanderweg Lausitz Nordroute) um den Dubringer Berg (161 m) zum Versunkenen Schloss.

## Beschreibung
Das Versunkene Schloss ist eine nahezu quadratische, von einem einen Meter hohen aufgeschütteten Wall umgebene Anlage. Ihre Abmessungen betragen 140 m × 140 m. Ihre Lage im Moor, weitab von den Siedlungsplätzen, deutet auf eine Nutzung als Fluchtburg hin.

## Geschichte
Bereits seit langer Zeit hielt sich die Sage, dass auf dem Platz mitten im Moor im 12. und 13. Jahrhundert ein versunkenes Raubritterschloss gestanden sei. Der hartherzige Ritter soll nach dem Tode keine Ruhe gefunden haben und sein Heulen und Klagen vom Grund des Moores noch zu hören sein.
1985 wurden unter Wurzeltellern umgestürzter Bäume Keramikscherben freigelegt, die der Billendorfer Kultur zugeordnet werden konnten. Nachfolgende archäologische Ausgrabungen ergaben, dass es sich beim Versunkenen Schloss um eine Viereckschanze handelt, die etwa zur selben Zeit wie die Ostroer Schanze und der Sumpfringwall am Großteich in Biehla angelegt wurde.